# Лошицы
Лошицы — деревня в Весьегонском муниципальном округе Тверской области России.

## География
Деревня расположена в 39 км на юго-запад от центра муниципального округа города Весьегонска.

## История
В 1794 году в селе была построена деревянная Богородицерождественская церковь с 2 престолами, в 1886 году построена каменная Покровская церковь с 3 престолами, метрические книги с 1780 года.
В конце XIX — начале XX века село входило в состав Залужской волости Весьегонского уезда Тверской губернии. 
С 1929 года деревня входила в состав Любегощского сельсовета Весьегонского района Бежецкого округа Московской области, с 1935 года — в составе Калининской области, с 2005 года — в составе Любегощинского сельского поселения, с 2019 года — в составе Весьегонского муниципального округа. 

## Население
| 1859 | 1889 | 2010 |
| ---- | ---- | ---- |
| 172  | ↗201 | ↘7   |

## Достопримечательности
В деревне расположена недействующая Церковь Покрова Пресвятой Богородицы (1886).